# Hermelinkanin
Hermelinkanin er verdens mindste kaninrace, der bruges både som kæledyr og udstillingsdyr.
De er gode som førstegangskaniner, og hvis man tager den ud hver dag – og passer den godt - vil den hurtigt blive en del af familien.
Hermelinkaniner kan både være inden- og udendørskaniner.
De vejer ca. 1 kg og med ører på ca. 5 cm bliver det en lille kompakt race, som er meget nem at håndtere.
De lever i gennemsnit 6 år, men mange lever helt op til 15 år med den rette pasning.
De er kendt for at være en tilbageholdende kaninrace, men dette er efterhånden blot en myte, da temperamentet kommer fuldstændig an på, om der avles på venlige eller aggressive dyr. Racen har såvel som andre brug for megen kærlighed og opmærksomhed.